# Cestrum micans
Cestrum micans är en potatisväxtart som beskrevs av Francey. Cestrum micans ingår i släktet Cestrum och familjen potatisväxter. Inga underarter finns listade i Catalogue of Life.